# Asterolibertia vateriae
Asterolibertia vateriae är en svampart som beskrevs av Hosag. 2006. Asterolibertia vateriae ingår i släktet Asterolibertia och familjen Asterinaceae.   Inga underarter finns listade i Catalogue of Life.